# Ankor
ANKOR — альтернативная метал группа, из Каталонии (Испания),  которая образовалась в 2003 году в небольшой деревне Els Pallaresos недалеко от Барселоны, когда ее членам было всего около 14 лет. На момент 2023 года группа выпустила 5 полноформатных альбомов.

## Состав

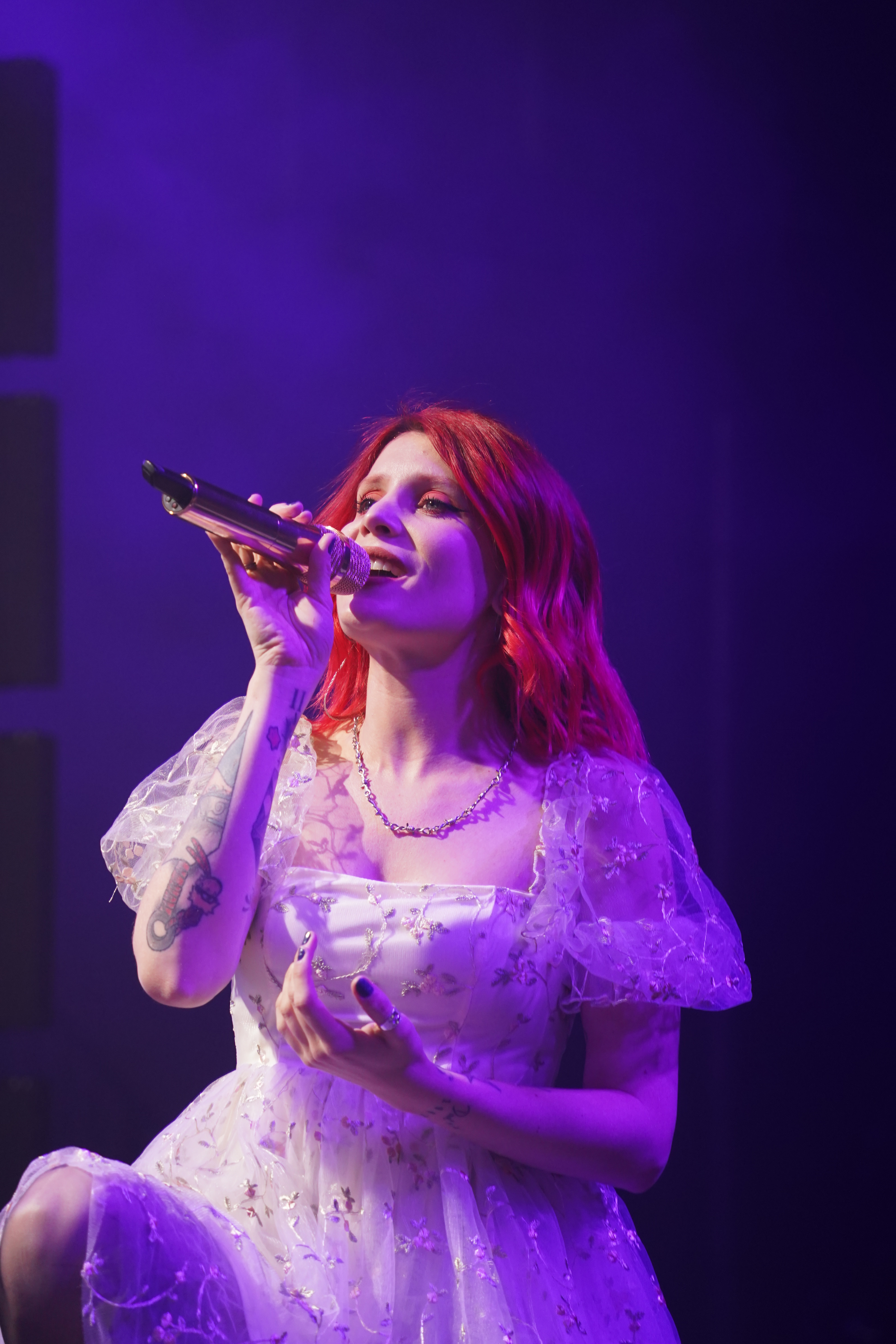
Jessie Williams 2024, Stuttgart

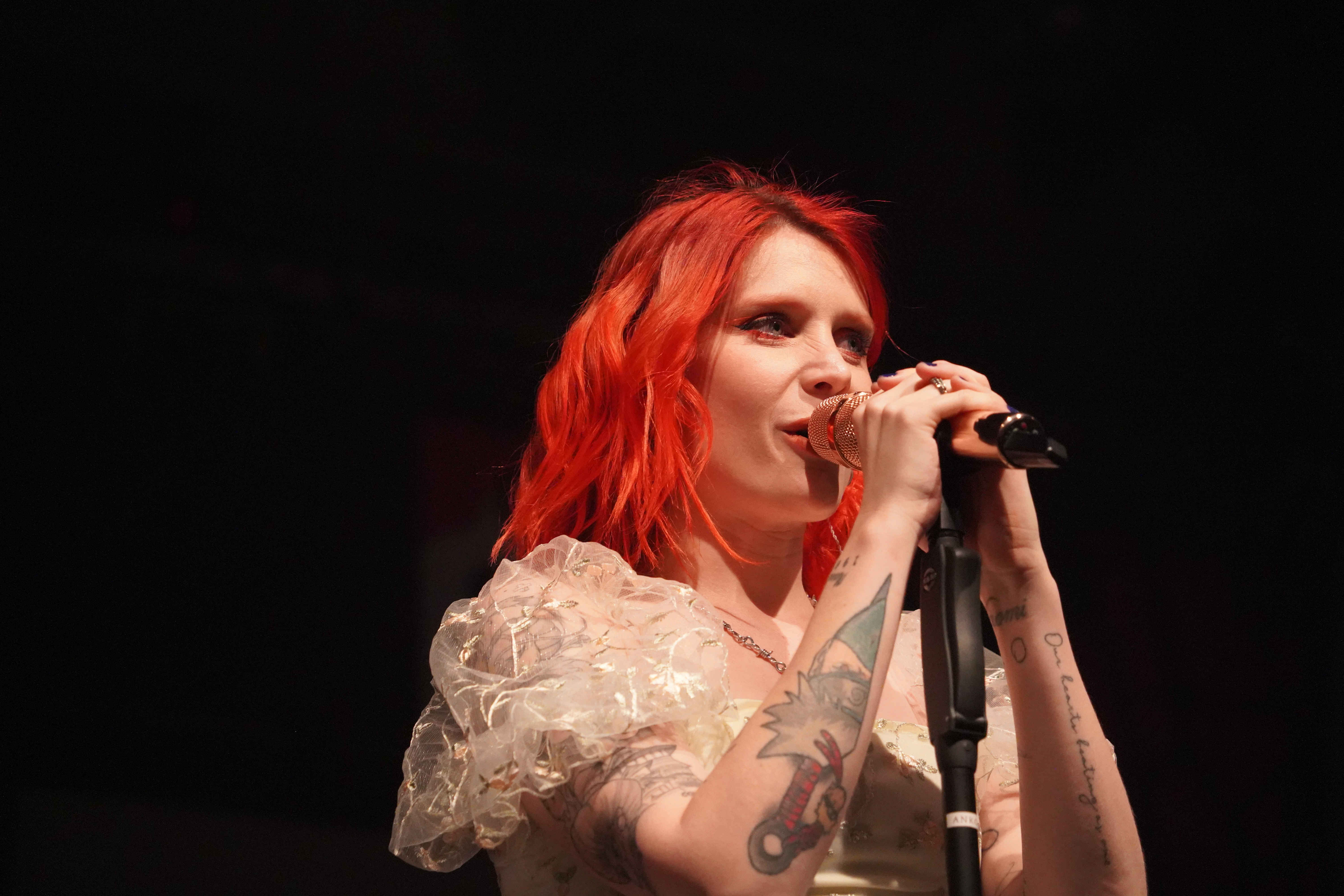
Джесси Уильямс (Бристоль, Великобритания) - вокал ( с 2014г. )
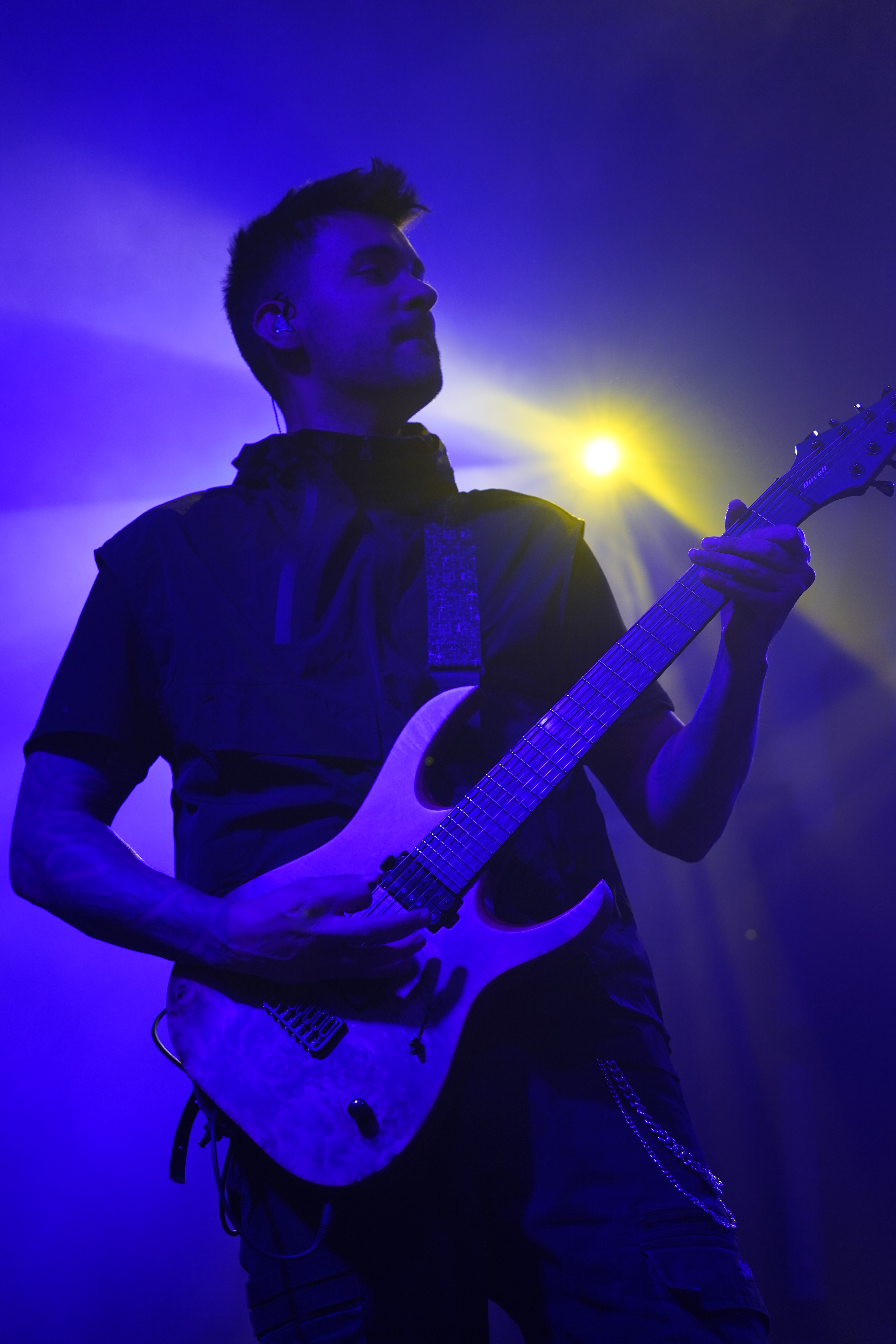
Дэвид Ромеу - гитара и бэк-вокал ( с 2003г. )
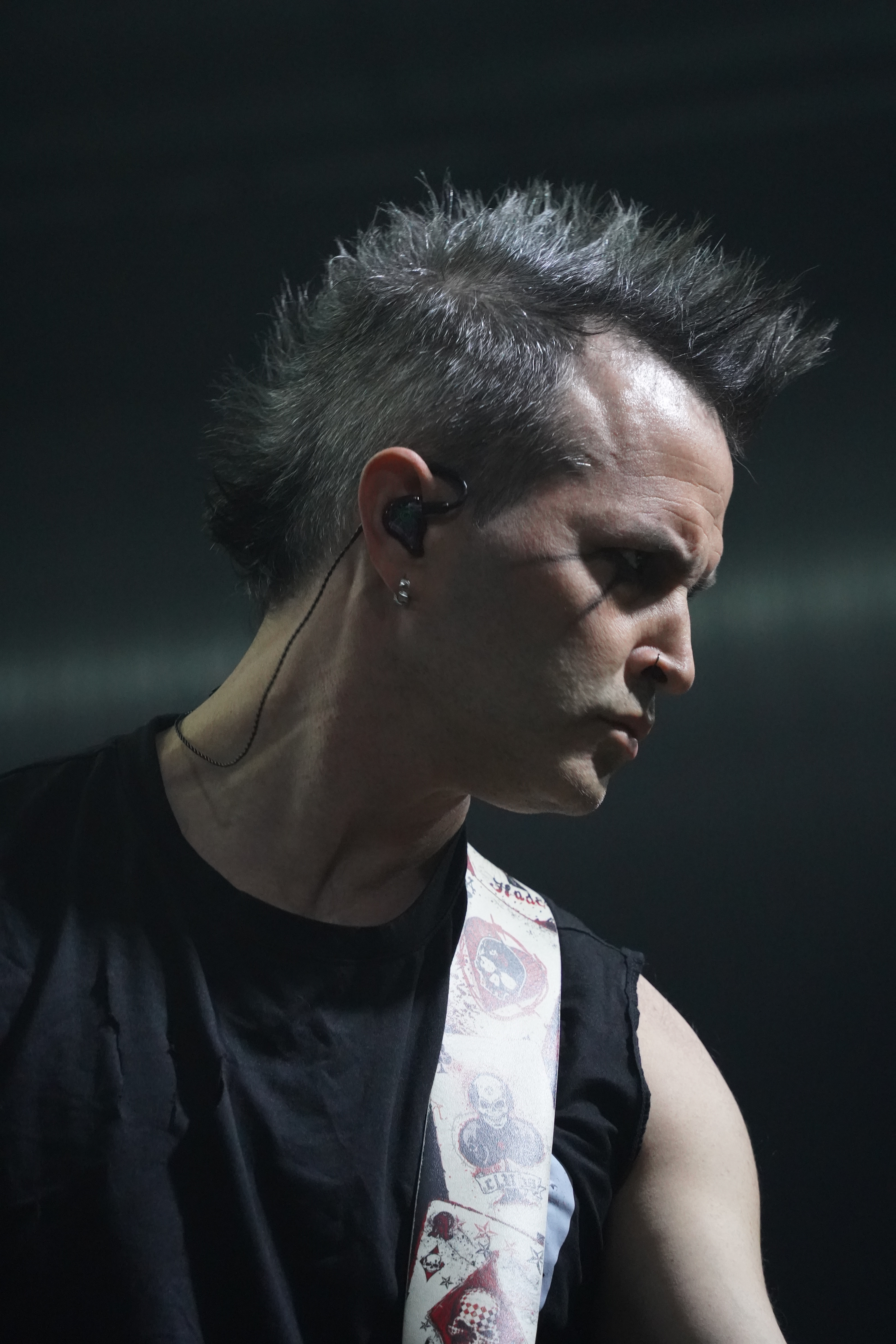
Фито Мартинес - гитара ( с 2003г. )
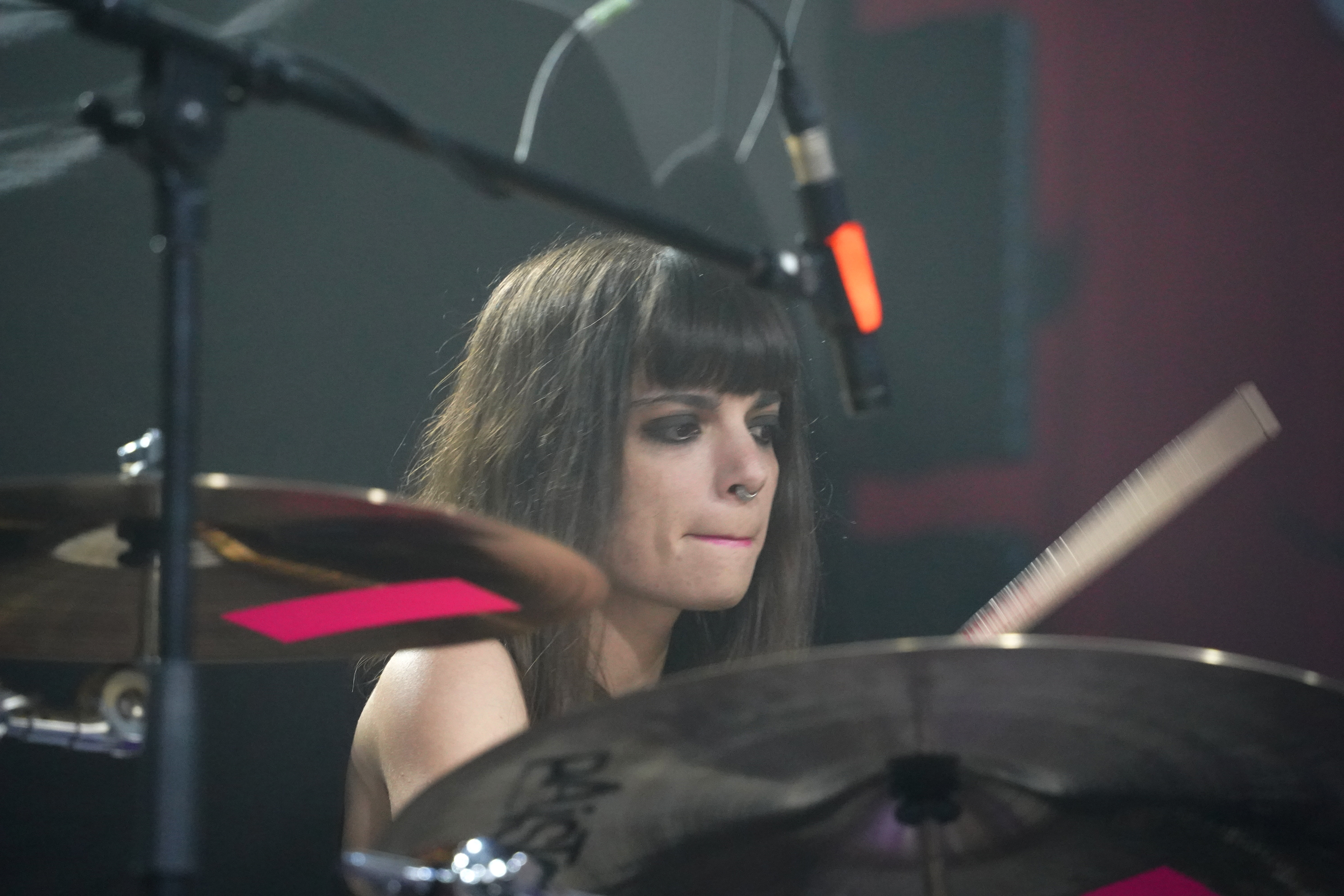
Элени Ноти - барабаны (с 2022г. )
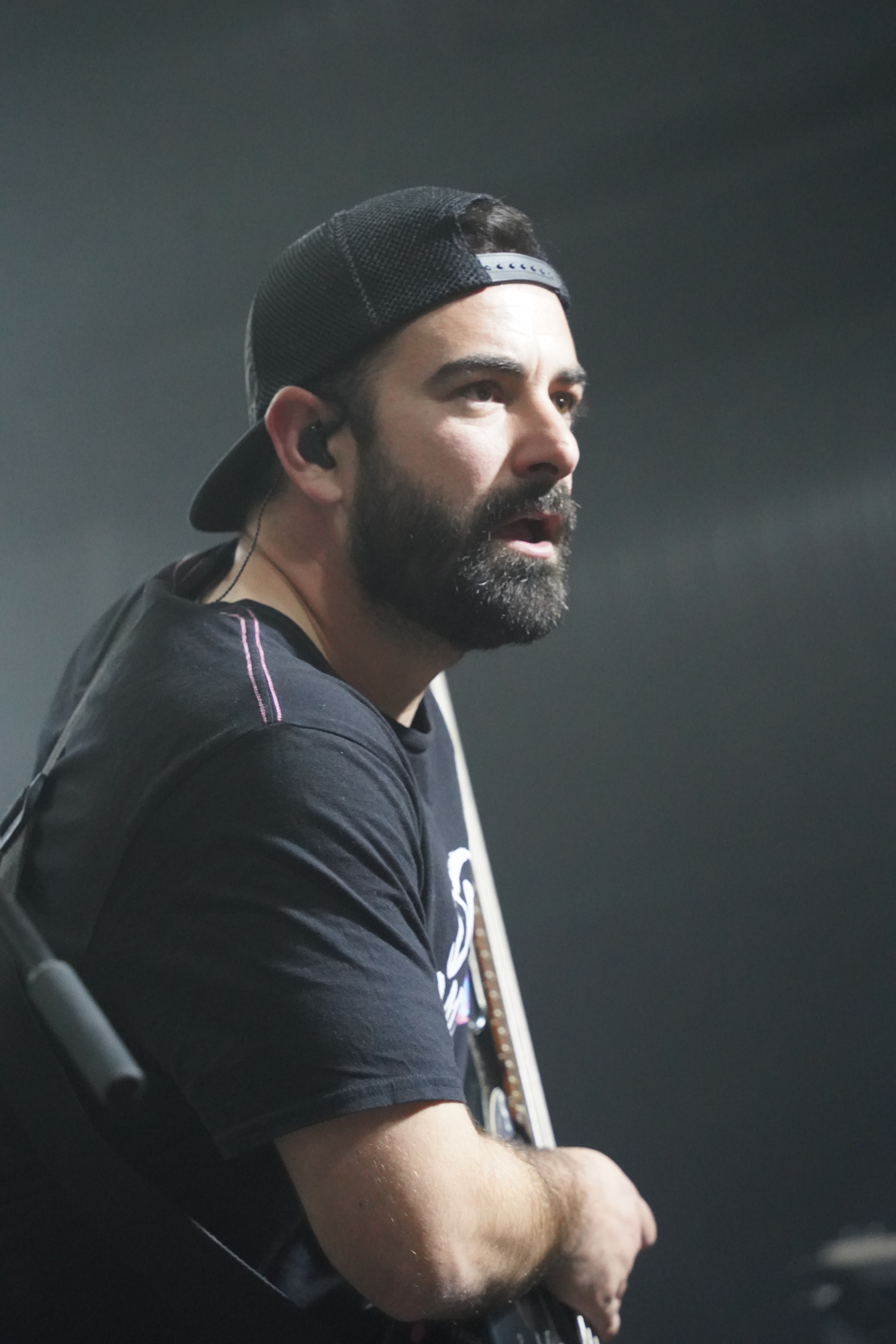
Хулио Лопес - вокал и бас (2009-2017, с 2020г. )

## История
Группа была образовалась в 2003 году.
В январе 2015 года Ankor был выбран читателями самого старого и престижного рок-журнала в Испании и Южной Америке лучшей группой-новичком; Ла Хэви (Heavy Rock / Kerrang). Их 4-й студийный альбом «Beyond the Silence of These Years», опубликованный в мае 2017 года, поднял группу на новый уровень, позволив Ankor начать свой первый мировой тур.
«White Dragon» (апрель 2019 г.), последний альбом Ankor, является самым амбициозным альбомом группы, не боясь исследовать и смешивать различные стили метала, рока, рэпа, электроники и даже фанка. Сведение Дэном Корнеффом (Pierce The Veil, A Day To Remember, Paramore, Papa Roach…) и мастерингом Тедом Дженсеном (Avenged Sevenfold, Bring Me The Horizon, Muse…) позволяет открыть для себя мир Ankor и их альтернативную металлическую музыку.